# Nørresundby
Nørresundby is een voorstad van Aalborg en heeft 21.170 inwoners (2010). Vroeger was Nørresundby een zelfstandige stad, maar sinds 1970 is het een deel van de gemeente Aalborg. Nørresundby wordt met de rest van de stad verbonden door de Limfjordstunnel. Het grootste deel van Nørresundby bestaat uit woonwijken en bedrijven, maar er is ook een kerk uit de 13e eeuw. Daarnaast ligt de grootste historische begraafplaats van Denemarken, Lindholm Høje, in Nørresundby.

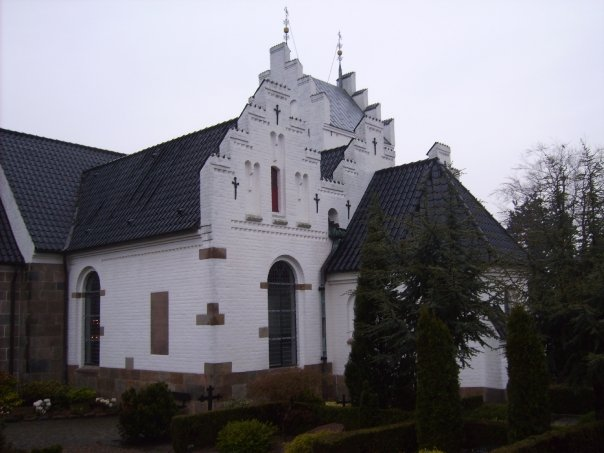
Kerk van Nørresundby

## Geboren
- Poul Erik Andreasen (1949), voetballer en voetbalcoach
- Henning Jensen (1949-2017), voetballer
- Mikkel Redder (1993), voetbalscheidsrechter

- Gemeinsame Normdatei: 7517312-8
- Library of Congress Control Number: no93007204
- Nationale Bibliotheek van Israël: 987007533316105171
- Virtual International Authority File: 149212102
- WorldCat: E39PBJhCCtYBdFbH6cgKDyQDv3